# Ramaria albidoflava
Ramaria albidoflava är en svampart som beskrevs av Schild 1992. Ramaria albidoflava ingår i släktet Ramaria och familjen Gomphaceae.   Inga underarter finns listade i Catalogue of Life.